# Herr Jesu Christ, du höchstes Gut

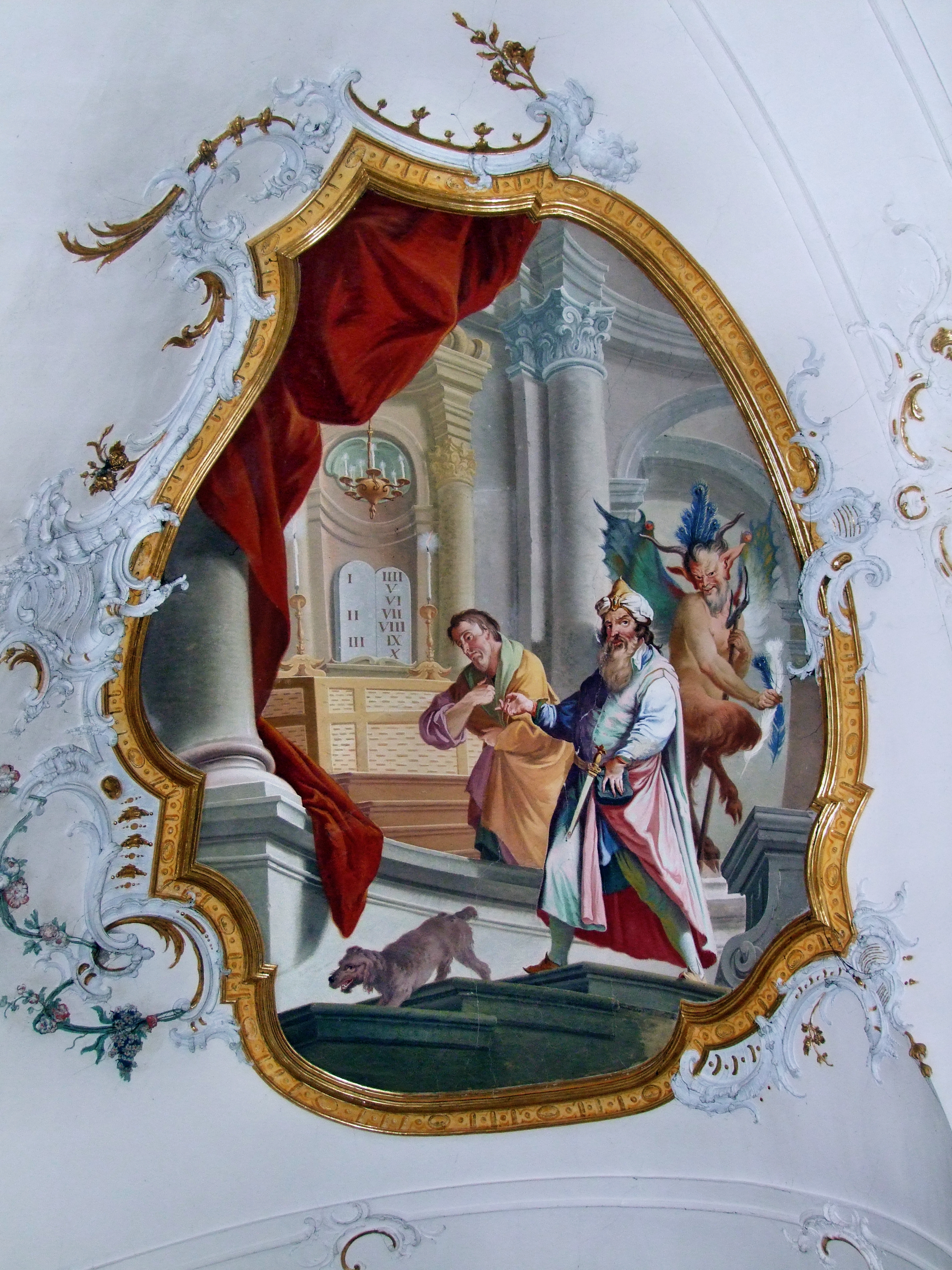
Pharisäer und Zöllner (Le Pharisien et le Publicain), fresque dans l'Abbaye d'Ottobeuren, XVIIIe siècle

Herr Jesu Christ, du Höchst Gut (Seigneur Jésus-Christ, bien suprême), (BWV 113), est une cantate religieuse de Johann Sebastian Bach composée à Leipzig en 1724.

## Histoire et livret
Bach composa cette cantate de son deuxième cycle annuel à l'occasion du onzième dimanche après la Trinité et la dirigea le 20 août 1724. Pour cette destination liturgique, deux autres cantates ont franchi le seuil de la postérité : les BWV 179 et 199. Les lectures prescrites pour ce dimanche étaient Cor. 1 : 15, 1–10, sur l'évangile du Christ et le devoir de Paul en tant qu'apôtre et Luc. 18, 9–14, la parabole du pharisien et du publicain,.
Le texte de la cantate est basé sur les huit strophes du choral de Bartholomäus Ringwaldt (1588), un chant de pénitence relatif à la prière du percepteur Herr, sei mir armem Sünder gnädig. La mélodie est également attribuée à Ringwaldt. Un poète inconnu a gardé les textes tels quels dans les mouvements 1, 2, 4 et 8, mais a inséré un récitatif dans le quatrième mouvement. Il a transcrit les idées des strophes restantes en arias et un récitatif, tout en gardant le début des troisième et septième strophes. Il a traité les strophes 5 et 6 plus librement, y intégrant des idées de l'épître telle que la promesse de pitié, qui est d'ailleurs seulement formulée mais pas promise, dans le choral. Il se réfère à plusieurs versets de différents Évangiles pour souligner cette pensée : 
Luc. 15, 2 dans les 5e et 6e mouvements.
Mat. 9, 2, ou Luc 7, 48 dans le cinquième mouvement.
Mat. 11, 28 dans le sixième mouvement, réécrite comme : « Er ruft: Kommt her zu mir, die ihr mühselig und beladen ». Le dernier verset apparaît aussi dans la deuxième partie du duo dans le Messiah de Haendel, exprimé à la troisième personne, dans la section de la soprano.
Le texte est tiré de Bartholomäus Ringwaldt (mouvements 1, 2, 4 et 8), le reste d'auteur inconnu. Le thème choral est inspiré du psaume « Herr Jesu Christ, du höchstes Gut». Cette mélodie trouve son origine dans les psaumes de Görlitz en 1587 et de Dresde en 1593. Celui de Görlitz s'intitule « Harmonia hymnorum ». On ne sait pas qui l'a composé.

## Structure et instrumentation
La cantate est écrite pour flûte traversière, deux hautbois, deux hautbois d'amour, deux violons, alto, basse continue, quatre solistes (soprano, alto, ténor, basse) et un chœur à quatre voix.
Il y a huit mouvements :
1. chœur : Herr Jesu Christ, du höchstes Gut,
2. chœur : Erbarm dich mein in solcher Last,
3. aria : Fürwahr, wenn mir das kömmet ein, basse
4. récitatif et chœur : Jedoch dein heilsam Wort, das macht
5. aria : Jesus nimmt die Sünder an, ténor
6. récitatif : Der Heiland nimmt die Sünder an, ténor
7. aria : Ach Herr, mein Gott, vergib mirs doch, soprano, alto
8. chœur : Stärk mich mit deinem Freudengeist

## Musique
Le chœur d'ouverture est une fantaisie chorale avec le cantus firmus à la soprano, les voix plus basses disposées en homophonie contrastant avec une mélodie embellie de la soprano. Les vers du choral sont séparés par une ritournelle indépendante de l'orchestre dont le thème est dérivé de la mélodie du choral. Un violon solo joue tout du long des figurations virtuoses tandis que les hautbois et les autres cordes restent silencieux durant les parties vocales. Le deuxième mouvement traite le choral de la même façon que certains mouvements transcrits par Bach pour les Chorals Schübler, c'est-à-dire un trio de l'alto, des violons à l'unisson et du continuo. La mélodie du choral est ici dépouillée.
La première aria est accompagnée par les deux hautbois d'amour. Le thème est proche de la mélodie du choral mais transcrit en mode majeur et dans une mesure dansante de 12/8. Les voix reprennent le même thème et développent une ample coloratura sur le mot « gewandelt » (changé). Le musicologue Boyd note une similarité avec l'aria « Et in Spiritum sanctum » de la Messe en si mineur, les deux étant écrites pour la basse en un temps composé, en la majeur et avec deux hautbois. La deuxième aria, cinquième mouvement, est accompagnée par une flûte obligée comme dans les cantates des deux semaines précédentes, Was frag ich nach der Welt, BWV 94, et Nimm von uns, Herr, du treuer Gott, BWV 101. Le récitatif, sixième mouvement, est accompagné des cordes qui n'étaient pas encore intervenu dans les quatre précédents mouvements. Elles entrent à la deuxième mesure sur les mots « wie lieblich klingt das Wort in meinem Ohren! » (comme ce mot est doux à mon oreille!), que Craig Smith appelle un « moment magique ». Le récitatif culmine dans la prière de l'intendant. La dernière aria, écrite pour deux voix et continuo, se concentre sans ritournelles sur les mots, comme un concerto choral du XVIIe siècle. La mélodie du choral apparaît plusieurs fois dans une forme embellie, même sur des mots autres que ceux du texte original. La strophe finale est arrangée pour quatre voix.

## Source
- (en) Cet article est partiellement ou en totalité issu de l’article de Wikipédia en anglais intitulé « Herr Jesu Christ, du höchstes Gut, BWV 113 » (voir la liste des auteurs).